# قشلاق قوجابدير (مقاطعة بيله سوار)
قشلاق قوجابدیر (بالفارسية: قشلاق قوجابدیر) هي منطقة سكنية تقع في إيران في أردبيل.